# Andrew Doddo
Andrew Doddo (ur. 20 października 1998 w South Orange) – amerykański szablista, brązowy medalista mistrzostw świata.
W 2018 roku zdobył brąz drużynowo na mistrzostwach świata juniorów w Weronie.
Podczas mistrzostw świata w Mediolanie w 2023 roku Amerykanie w składzie: Eli Dershwitz, Andrew Doddo, Colin Heathcock i Mitchell Saron zajęli trzecie miejsce w zawodach drużynowych. W turnieju indywidualnym zajął tam 50. miejsce.
Ponadto zdobył złoty medal medal indywidualnie i srebrny drużynowo na igrzyskach panamerykańskich w Santiago (2023).